# Przeformułowanie precedensu
Przeformułowanie precedensu (reformulation) oznacza takie zinterpretowanie precedensowego wyroku, które nie tylko pozwala nie zastosować się do jego ratio decidendi, ale uzasadnia wydanie odmiennego niż to nakazuje precedens rozstrzygnięcia..